# Manuel Mijares
José Manuel Mijares Morán (Ciudad de México, 7 de febrero de 1958), conocido popularmente como su nombre artístico Mijares, es un cantautor mexicano.

## Primeros años
Nació en el Hospital Español de la Ciudad de México en 1958, hijo del doctor José María Mijares y de la profesora de baile María del Pilar Morán. Sus abuelos fueron inmigrantes asturianos que arribaron al puerto de Veracruz. Tiene 3 hermanos José Luis, Jorge y Pilar. Su madre influyó en su rumbo artístico como él mismo reconoce. De niño, en su escuela solía cantar en el coro. Su inquietud musical se reflejó en los grupos musicales que formó con sus amigos. Entre ellos el grupo musical "Sentido" en un principio, y posteriormente, el grupo musical "Los Continentales", en el cual se desempeñó como vocalista durante 7 años.
Estuvo casado desde 1997 con la cantante y actriz mexicana Lucero, con quien tiene dos hijos: José Manuel y Lucero, sin embargo el 4 de marzo de 2011 la pareja de cantantes anunció mediante un comunicado de prensa su separación. En el plano académico, se graduó en Administración de Empresas.

## Carrera musical
Surgió como cantante en 1981 en el festival Valores Juveniles ese mismo año EMI Capitol le brinda la oportunidad de grabar y sus dos primeros álbumes son determinantes en su carrera artística, donde demostró su gran humildad y valor de ser humano, ya que en una ocasión prestó sus pistas a una compañera del concurso cuyo padre no le permitía participar y se las había roto. Posteriormente, trabajó en bares nocturnos en Japón y realizó "jingles" para anuncios publicitarios y llegó a ser parte del coro del cantante mexicano Emmanuel.
Su primer LP llamado Manuel Mijares, su nombre artístico, fue lanzado al mercado en 1986 y contenía 10 temas que fueron promocionados en México, Centro y Sur América, entre los que destacan los éxitos "Bella", "Poco a poco" y "Siempre", los dos primeros temas del conocido compositor J.R. Flórez y el tercer título de autoría del compositor y cantautor nicaragüense Hernaldo Zúñiga, quien además contribuyó en este álbum con otros dos temas: "Volveré a amar" y "Al caminar". Este disco fue relanzado en una segunda edición bajo el nombre Soñador, título de la canción que interpretó en el Festival OTI, y que en esta edición sustituyó a la exitosa "Poco a poco". Con este álbum logró ubicarse como intérprete de éxito internacional, logro que consolidaría con su segundo álbum y del cual ya no se alejaría.
En 1987 sale al mercado su segundo álbum titulado Amor y Rock and Roll, a partir del cual varía un poco su nombre artístico, pues es llamado simplemente "Mijares", nombre bajo el cual desarrolló el resto de su larga carrera profesional. De este álbum destacan temas como: "No se murió el amor" y "Un montón de verano" (este segundo tema nuevamente de Hernaldo Zúñiga). En algunos países el tema "Poco a poco" fue incluido en este LP.
Su carrera de álbumes y éxitos a nivel latinoamericano continuó, entre sus grandes éxitos, además de los ya mencionados se pueden citar: "Para amarnos más", "Que nada nos separe", "A corazón abierto", "Baño de mujeres", "Vive en mí", "El breve espacio", "Soldado del amor", "Uno entre mil" (versión en español de la canción italiana "Uno su mille" de Gianni Morandi), "El privilegio de amar" (con los coros interpretados por su entonces esposa Lucero), "Corazón salvaje", "Me acordaré de ti", "María bonita", "Encadenado", entre otros.
En su carrera, Mijares también interpretó temas principales de películas animadas y telenovelas como: Oliver y su Pandilla, La Bella y la Bestia, El Camino hacia El Dorado,Tierra de osos, Corazón Salvaje, El Privilegio de Amar y La Sombra del Pasado.
Dentro de los últimos años Mijares junto con su amiga Yuri se decidieron a trabajar en Yuri y Mijares, donde unen sus voces para que su público los disfrute cantando verdaderos clásicos.
Vivir Así es el retorno de Mijares para 2009, abriendo una nueva etapa en su carrera, ya que después de muchos años de carrera y grandes éxitos a nivel mundial, se une a Warner Music México para lanzar su nuevo álbum versionando temas de otros intérpretes.
Dentro de este disco se pueden disfrutar grandes temas románticos de Ricky Martin, Yuri, Ricardo Arjona, Camilo Sesto, Hernaldo Zúñiga, entre otros, así como los arreglos y la producción de Scott Erickson.
Pero Mijares no ha trabajado solamente junto a Yuri en los últimos años, ahora en su nuevo material canta junto a Pandora y Daniela Romo el tema “Para ti yo estoy”  y junto con Ricardo Arjona en el tema “Mujeres”.
En el mismo año se encuentra en las radios de México el sencillo “Vivir Así”, llegando a obtener Disco de Oro por sus ventas en octubre de 2009 y Disco de Platino en enero de 2010.
Actualmente (2013) se encuentra haciendo una gira en México llamada "Two'r Amigos" con el cantante Emmanuel. Esta gira ha tenido tal éxito que ya lleva más de 4 años en activo.
Emmanuel y Mijares iniciaron su colaboración en 2013, lanzando su proyecto "Two'r Amigos". 
Su proyecto ha sido muy exitoso, con numerosas presentaciones en vivo en diferentes países.
En 2023, celebraron 10 años de "Two'r Amigos", con un show especial en el Auditorio Nacional. 
Actualmente, siguen presentando su show en diferentes lugares, incluyendo eventos como la Feria de Pachuca. Su colaboración ha logrado consolidarlos como la dupla más importante de la balada pop en México. 

## Discografía

### Álbumes de estudio
| - 1986: Manuel Mijares/Soñador - 1987: Amor y rock and roll - 1988: Uno entre mil - 1989: Un hombre discreto - 1991: Qué nada nos separe - 1992: María bonita - 1993: Encadenado - 1994: Vive en mí - 1996: Querido amigo - 1997: Estar sin ti - 1998: El privilegio de amar - 2000: Historias de un amor - 2002: Dulce veneno | - 2004: Capuccino - 2005: Honor a quien honor merece - 2006: Acompáñame - 2007: Swing en tu idioma - 2008: Hablemos de amor - 2009: Vivir así - 2010: Vivir así - Volumen II - 2013: Canto por ti - 2014: No se me acaba el alma - 2018: Rompecabezas - 2020: ¡Feliz Navidad! |

### Álbumes en vivo
- 1995: El encuentro (álbum de Mijares)
- 2002: En Vivo
- 2011: 25 Zona Preferente
- 2012: Si Me Tenías
- 2013: Lo mejor de Emmanuel & Mijares En Concierto
- 2014: Lo mejor de Emmanuel & Mijares En Concierto Vol. 2
- 2016: Mijares 30 Sinfónico Desde El Palacio De Bellas Artes

### Álbumes recopilatorios más importantes
- 1990: Collezione Privata (Nuda Libertà)
- 1990: 12 Super éxitos
- 1992: Mi mejores canciones (17 super éxitos)
- 1993: Mi mejores canciones II
- 1996: Éxitos y recuerdos
- 1997: Al lucero de mi vida
- 2004: Historia
- 2005: Mijares: Lo básico
- 2006: Edición limitada
- 2007: Privilegio de amar: Lo mejor de mí
- 2008: 40 Éxitos (2 CD)
- 2015: La más completa colección (2 CD)

## Premios

### Premios TVyNovelas (México)
- 1999: "El privilegio de amar" para la telenovela El privilegio de amar.
- 1994: "Corazón salvaje" para la telenovela Corazón salvaje.

## Canciones para telenovelas
- Me declaro culpable - Me declaro culpable (a dueto con María José)
- La sombra del pasado - Te prometí
- De que te quiero, te quiero - Amor, amor (a dúo con Yuri) / Soy un hombre afortunado
- Querida enemiga - Te ha robado
- Rebeca - Rebeca
- El privilegio de amar - El privilegio de amar (a dúo con Lucero)
- Morir dos veces - Morir dos veces
- Corazón salvaje - Corazón Salvaje
- El Ángel de Aurora-Encontrarnos de Nuevo (a dúo con Lucero Mijares)